# Malence
Malence este o localitate din comuna Kostanjevica na Krki, Slovenia, cu o populație de 59 de locuitori.